# Bitva u Jemappes
Bitva u Jemappes (dříve také Jemmapes) se odehrála 6. listopadu 1792 u osady Jemappes, která je od roku 1973 součástí města Mons v Belgii. Bojovali tu Francouzi pod vedením generála Charlese-François Dumourieze proti Rakušanům, které vedli vévoda Albert Kazimír Sasko-Těšínský a Franz Sebastian de Croix hrabě von Clerfayt. Vítězi bitvy byli Francouzi.

## Průběh
Vévoda Albert Sasko-Těšínský zaujal pozici u Jemappes se svými 26 000 muži, aby tu vyčkával na slíbenou posilu. Ráno 6. listopadu na ně zaútočili Francouzi, jejichž síla byla 40 000 mužů.
Několik hodin byl boj nerozhodný a spočíval pouze v nepřetržité dělostřelbě. Teprve k polednímu dal Dumouriez příkaz k útoku.
Zatímco on obsadil reduty na levém křídle a Pierre Thouvenot porazil pravé křídlo, v centru zabral vesnici Jemappes Ludvík Filip. Rakušané se stáhli se ztrátou 1 200 mužů (cca 300 mrtvých, 500 pohřešovaných, 400 zajatých) a 8 děl zpět přes Mons. Vítězové ztratili asi 2 000 mužů (650 mrtvých, 1 300 pohřešovaných).

## Následky

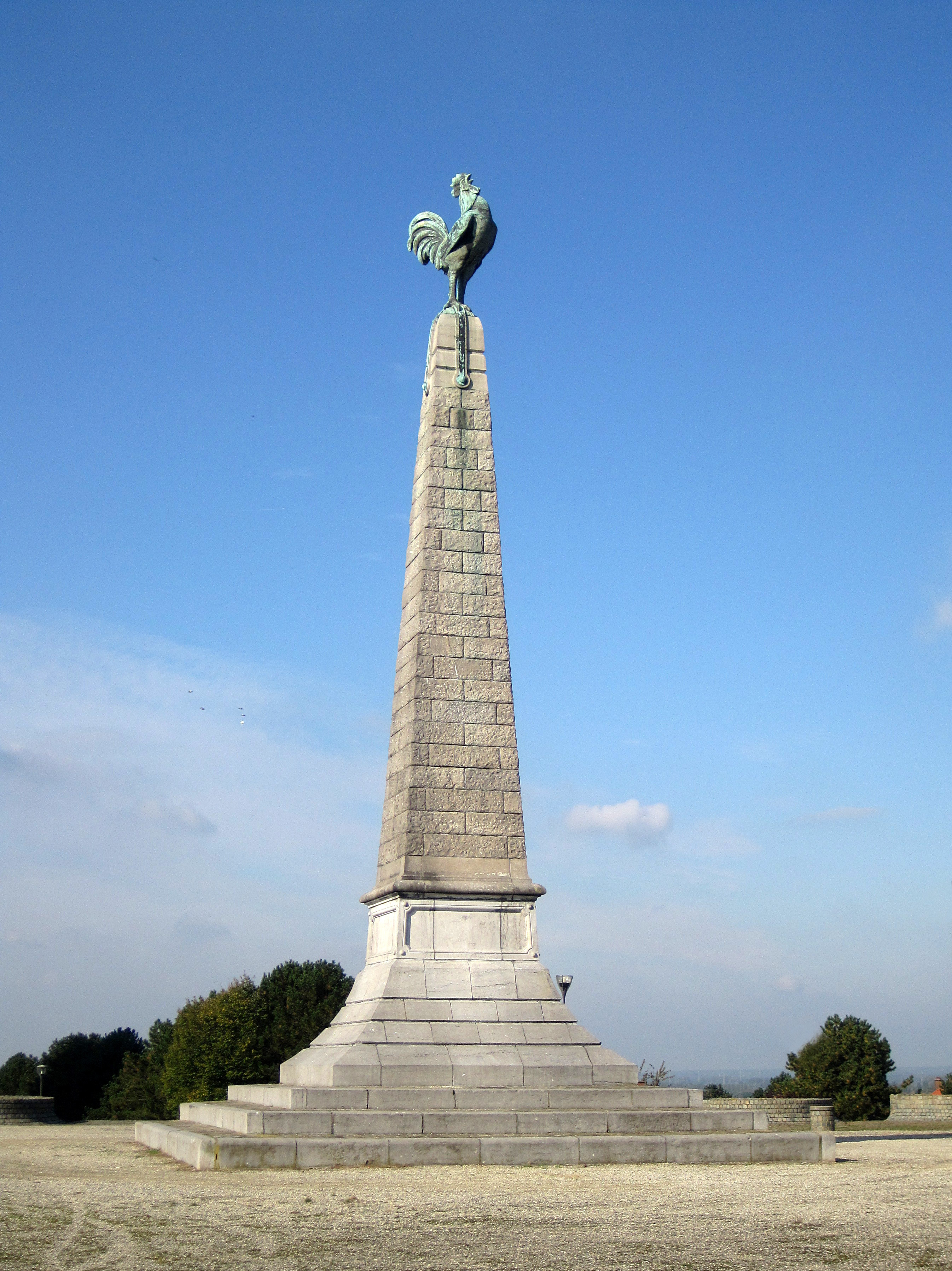
Památník bitvy u Jemappes

Důsledkem bitvy bylo krátkodobé obsazení tehdejšího Rakouského Nizozemí na území dnešní Belgie. I když vojensky neměla tato bitva dalekosáhlý význam, byla u místního obyvatelstva vyvolána revoluční nálada. Mladá republika si vlastně poprvé podmanila větší území. Historik Jules Michelet ji označil velkým morálním úspěchem nad starou Evropou.